# Lemula pilifera
Lemula pilifera är en skalbaggsart som beskrevs av Holzschuh 1991. Lemula pilifera ingår i släktet Lemula och familjen långhorningar. Inga underarter finns listade i Catalogue of Life.